# Berfay
Berfay ist eine französische Gemeinde mit 334 Einwohnern (Stand: 1. Januar 2022) im Département Sarthe in der Region Pays de la Loire. Sie gehört zum Arrondissement Mamers und zum Kanton Saint-Calais (bis 2015: Kanton Vibraye). Die Einwohner werden Berfaysiens genannt.

## Geographie
Berfay liegt etwa 44 Kilometer östlich von Le Mans. Umgeben wird Berfay von den Nachbargemeinden Vibraye im Norden, Valennes im Osten, Rahay im Süden und Südosten, Conflans-sur-Anille im Süden und Westen sowie Semur-en-Vallon im Nordwesten.

## Bevölkerungsentwicklung
| Jahr                      | 1962 | 1968 | 1975 | 1982 | 1990 | 1999 | 2006 | 2013 |
| Einwohner                 | 420  | 373  | 321  | 319  | 316  | 350  | 381  | 356  |
| Quelle: Cassini und INSEE |      |      |      |      |      |      |      |      |

## Sehenswürdigkeiten

Kirche Saint-Pierre

- Kirche Saint-Pierre